# 克林根
克林根（德語：Clingen，發音：[ˈklɪŋən] ⓘ）是德国图林根州基夫霍伊瑟县的城市，面积10.75平方千米，2023年12月31日人口为1,037人。